# ネット碁
ネット碁（ネットご）は、インターネットや専用線などのコンピュータネットワークを介して行われる囲碁の対局である。インターネット囲碁、ネット囲碁ともいう。オンラインゲームの一つ。

## 概要
2019年現在、大手有料サイトとしては日本の幽玄の間、パンダネット、サンサン、韓国の東洋囲碁(Tygem Baduk)、中国の新浪囲棋、弈城囲棋、野狐囲碁などがある。大手無料サイトとしてはKGS、Yahoo!モバゲー囲碁などがある。
ネット碁の普及とともに、1998年からネット棋戦が開催されるようになった。
漫画ヒカルの碁（1999-2003年）では、主人公に憑依している天才棋士・藤原佐為がその正体を隠したまま自在に対局できるネット碁の世界で活躍する描写がある。ここでは様々な条件下にある世界中の人々がインターネットを通じて囲碁を打ち、観戦し、情報を共有するというネット碁の利点とともに、中にはマナーに欠ける打ち手もいるという問題点も描かれている。

## 歴史
日本ではパソコン通信（ニフティサーブ）の時代から、電子メールを利用した「メール碁」、掲示板を利用した「ボード碁」「ポスト碁」、チャットを利用した「RT（リアルタイム）碁」などのオンライン対局が楽しまれていた。
現在のネット碁（オンライン）の草分けは、株式会社アイシステムがソニーと協力し1989年にパソコン通信（NTTの公衆パケット網を利用）による世界で最初のネット碁（GO-NET)としてサービスを開始したものである。ここでは、専用パソコンソフト「碁熱闘」を利用した。1988年に通信機能を持ったセガのメガドライブが発売されたため、1992年からメガドライブにメガモデム（DDX-TP）またはメガターミナル（ターミナルアダプタ）を付けてゲーム機通信によるオンラインのネット碁を提供した。
その後、NTTの公衆パケット網を利用したネット碁（オンライン）は隆祥産業（1993年？）サンサン（1994年）等が挙げられる。1995年にリリースされたWindows 95からインターネットが主流となり、GO-NET、サンサン等のネット碁サーバーはインターネットとNTT公衆パケット網を併用した。
インターネット利用のネット碁は、1992年2月、アメリカのニューメキシコ大学に設置された無料サーバー「IGS（Internet Go Server）」によるオンライン対局である。その後、IGSの売却や有料化の検討といった表明を受けて、有志により各国に無料サーバーが設立された（「NNGS（No Name Go Server）」等。多くは閉鎖されている）。IGSは1995年、韓国企業INetに売却され、日本では株式会社NKBが運営権を取得し、パンダネット事業として運営を開始した。パンダネットは後にIGS本体を買収した。
1997年2月、パンダネットは日本人（jpドメイン）ユーザーによるIGSへの接続を有料化した。これに反発した有志により、1997年6月8日、無料サーバー「WING（World-wide InterNet Gokaisho）」が設立された。その他、1996年に東芝情報システム株式会社が設立した「WWGo（World Web Go）」、1998年7月27日にリリースされた「Yahoo!ゲーム囲碁」、2000年に株式会社棋聖堂がスポンサーとなった「棋聖堂囲碁サーバ（Kiseido Go Server, KGS）」なども、無料利用を希望するユーザーの受け皿となった。
21世紀になるとネット碁で練習を重ねたプロ棋士も台頭するようになり、井山裕太が師匠の石井邦生からGO-NETを通じて指導を受けたことや、中国ランキング1位の柯潔が入段後、東洋囲碁を4年間で4000局行い腕を磨いたことが知られている。

## ネット棋戦
それまでにも、GO-NETが会員を対象にリーグ戦等を開催していたが1998年、アマを対象する第1回パケット名人戦（主催：サンサン、協賛：NTT、後援：日本棋院）が優勝賞金50万円で開催された。第3回（2000年）からはプロアマオープンの棋戦となり、日本棋院の要望で[第1期パケット名人戦]と名称を改め、主催：サンサン、後援：日本棋院、関西棋院で開催された。パケット名人戦は2006年まで都合9回開催された。第2期パケット名人戦（2001年）からは優勝賞金が100万円に増額された。
その後、2006年にはプロ棋士を対象とするネット早碁棋戦として、大和証券杯ネット囲碁オープンが開催された。翌年、女流棋戦とアマチュア棋戦が併設され、2012年に公式戦となるまでに発展したが、2013年に終了した。
アマチュア棋戦としては、パケット名人戦（1998年-1999年）、ジュニア名人戦（2002年-）、全日本学生囲碁名人戦（2007年-2009年）、学生棋聖戦（2011-2015）、全日本学生囲碁最強位戦(2013年-)、ネット棋聖戦（2014年-）等が開催されている。韓国のOllehKT杯オープン選手権（2010年-）では、アマチュア予選にネット碁が使われている。

## 利用・特徴
- ネット碁のサイトには有料と無料とがあり、双方を併用しサービスに差を設けている所もある。

- 概ね会員制であるが、非会員をゲストとして機能制限付きで迎え入れているサイトもある。通常は会員となる旨を運営者に申し込むことでアカウント（ID）を作成する。

- ログインして申告棋力を設定し、対局を待っている相手に申し込んだり、自分が申し込みを待ったりして、合意が成立すると対局開始となる。こうした手続きを省き、対局希望者同士を自動的にマッチングするサービスを備えたサイトもある。

- 棋力の目安となるランクは囲碁の段級位制に準じたもの（英語では級をk、段をdと表記する）が大半で、対局成績によって自動的に変動する。レーティングの手法はサイトによってまちまちである。なお、海外のレーティングは、日本の碁会所に比べて厳しめといわれている。

- 他の会員の対局を観戦したり、他の会員とのチャットによる会話を楽しむことも可能なケースが多い。

- ネット碁で対戦した際の棋譜はSGFなどのファイルフォーマットで記録される事が多く、後で見直すことができる場合も多い。

- プロ棋士の公式戦を中継するサービスも同時に行われる場合がある。

## 利点
ネット碁の利点は、時と場所を選ばず、安全に、棋力に応じた相手と対局できることである。
- 時を選ばない。ネット碁は24時間運営されており、世界中の人々が接続していることから、ほぼいつでも対局が成立する。深夜営業している碁会所は少ないため、仕事で忙しい人も対局機会を確保できる。

- 場所を選ばない。近くに対局相手がいなくても対局ができる。このことは、囲碁人口が比較的多いアメリカ、ヨーロッパ、南米など[24]でのレベルと人気の向上に大きく貢献している。囲碁が盛んな日本を含む東アジアにおいても、普段打てないような遠隔地（外国在住の相手と打てることもある）の相手や見ず知らずの多くの愛好者と対局できるという利点から人気が高く、ネット碁を通じた遠隔地の囲碁愛好家とのコミュニケーションもしばしば見られる。

- 安全性が高い。ネット碁には特有の問題点もあるが、実害がないという点では安全である。例えば、碁会所の不健康な側面（賭け碁、ローカルマナー等）、直接の対局に特有な問題点（喫煙、威圧感を与える言動、碁石や扇子による騒音等）、あるいはそれらに起因するトラブル等を気にする必要がない。また、同一の対局条件が適用され、かつ現に対局者であるという以上の属性（年齢、性別、国籍、社会的地位等）が強調されないため、より競技囲碁に近い対等性・公平性を確保できる。

- 棋力に応じた相手と対局できる。適正なレーティングが施されている場合、母数が多い範囲から外れた棋力の持ち主（まったくの初心者や級位者、あるいはアマチュア高段者）であっても、常時多人数を抱える大型のネット碁サイトであれば、棋力に見合った相手を見つけやすい。ネット碁の参加者には匿名のプロ棋士が入っていることもある。またコンピューター囲碁が弱い時代が長らく続いたため、上級者には人間の相手が求められたという点もあった。

- 安価である。碁会所の席料は1日辺り1000円程度かかることが多いが、ネット碁は有料であっても月々2000円程度であり、利用形態によるが安価に多数回対局することが可能である。碁会所への交通費などもかからない。

## 問題点
マナーに欠ける打ち手がいることはネット碁に限らないが、ネット碁特有の問題点として相手の顔が見えないことから本人の自制が働きにくく、コミュニティーによる教育や是正の機会に乏しいこともあり、対局の前提自体を破壊するような悪質な行為が目立つ傾向にある。
- 荒らし : 対局または観戦中に暴言を吐いたり、相手を挑発したりする。
- エスケーパー : 負けそうになると投了せずに接続を切って逃げる。あるいは自分が時間切れになるまで対局を放棄する。ただしインターネットの回線品質の問題で、意図せず接続が切れたり、遅延によって時間切れ負けになるケースがあるため、劣勢時に接続が切れたからといって直ちにエスケーパーとして対局者を非難することは難しい。
- 切れ負け狙い : 完全に負けている局面であっても相手が持ち時間が少ないときに相手の時間切れ負けや所用で席を離れなければならなくなること等を狙って意味のない手を打ち続ける。
- サンドバッガー : 故意に棋力を過少申告したり、意図的に負けてランクを下げたりして、自分より弱い相手をいたぶるように打つ。ただし高段の場合初期登録段位に制限があるケースが多く、また他サイトや碁会所での段位を参考に登録した結果、意図せず棋力を過少申告してしまう場合もあるため、ランクに見合わない棋力であるというだけでは対局者を非難することは難しい。
- ソフト打ち : コンピュータープログラムに代打ちさせる。代打ちによって（本来の棋力に見合わない）上位のランクを得ることが可能となっている。
- なりすまし : （不正目的で）他人に対局してもらう。あるいは他人を詐称する。特に大会においては大会そのものを成り立たなくさせる深刻な問題である。

このうち、悪質性が明らかな違反行為に対しては、大半のサイトが会員資格停止等を含めた対策を講じている。ただし悪質性が明らかでない、または証明不可能な事例も多く、実質的に参加者の良心に任されている部分が少なくない。特に、ソフト打ちに関しては対応が困難という現実がある。
同様のことは将棋、チェス、リバーシ、麻雀のオンライン対局でも問題になっている。